# الجیناته
الجیناته (به ایتالیایی: Olginate) یک کومونه در ایتالیا است که در استان لکو واقع شده‌است. الجیناته ۷٫۹ کیلومتر مربع مساحت و ۷٬۲۰۰ نفر جمعیت دارد و ۲۰۰ متر بالاتر از سطح دریا واقع شده‌است.